# Mental karta
Mental karta eller mental map (det engelska begreppet används ofta även i svenskan) är en geografisk term som avser en kartliknande bild av världen, ett land, en region, en stad, ett bostadsområde eller en annan plats som en person bär med sig i sin hjärna. 
Den mentala kartan varje individ har är således ytterst subjektiv då den är uppbyggd av en persons kunskap av faktiska platser samt dess rumsliga innehåll och organisation. En mental karta speglar varje persons individuella uppfattningar och preferenser om olika platser. Samtidigt formas mentala kartor i hög grad av kollektiva uppfattningar. Sådan information som anses vara onödig exkluderas från vår mentala karta medan viktiga element ingår.
Det är vår mentala karta och kartografin bakom den som oftast avgör hur sannolikt det är att vi kan tänkas besöka eller att bosätta oss på en specifik plats. 

## Informationsflöden
Det är olika informationsflöden som påverkar vår mentala karta, dessa informationsflöden kan bestå av förstahandsupplevelser av platsen eller andra människors berättelser av platsen. Vanligast för att skapa en mental karta över platser vi inte själva besökt är genom massmedia såsom TV, tidningar, radio eller internet.
Informationsflödet från en plats bestäms huvudsakligen utifrån två variabler, nämligen tillgängligheten på platsen samt avståndet mellan den främmande platsen till mottagaren. Med tillgänglighet syftar detta till närheten till människor och de tjänster som de har och utför och befolkningspotentialen är ett mått på detta. Ju större population på en plats är desto fler kommunikationstillfällen har platsen att sprida information om platsen till andra platser i världen. Med avståndet avser detta att två platser som ligger nära varandra har större sannolikhet att ha informationsutbyte med varandra, ju längre det är mellan två platser desto mindre sannolikt är det att det sker någon interaktion mellan dem. Ju mer avstånden mellan två platser ökar desto mer tid och monetära medel kostar det att upprätthålla kommunikationerna och därmed även informationsflödet. När det inte finns något informationsflöde har man således ingen eller en dålig mental karta över en plats.